# Ares Management

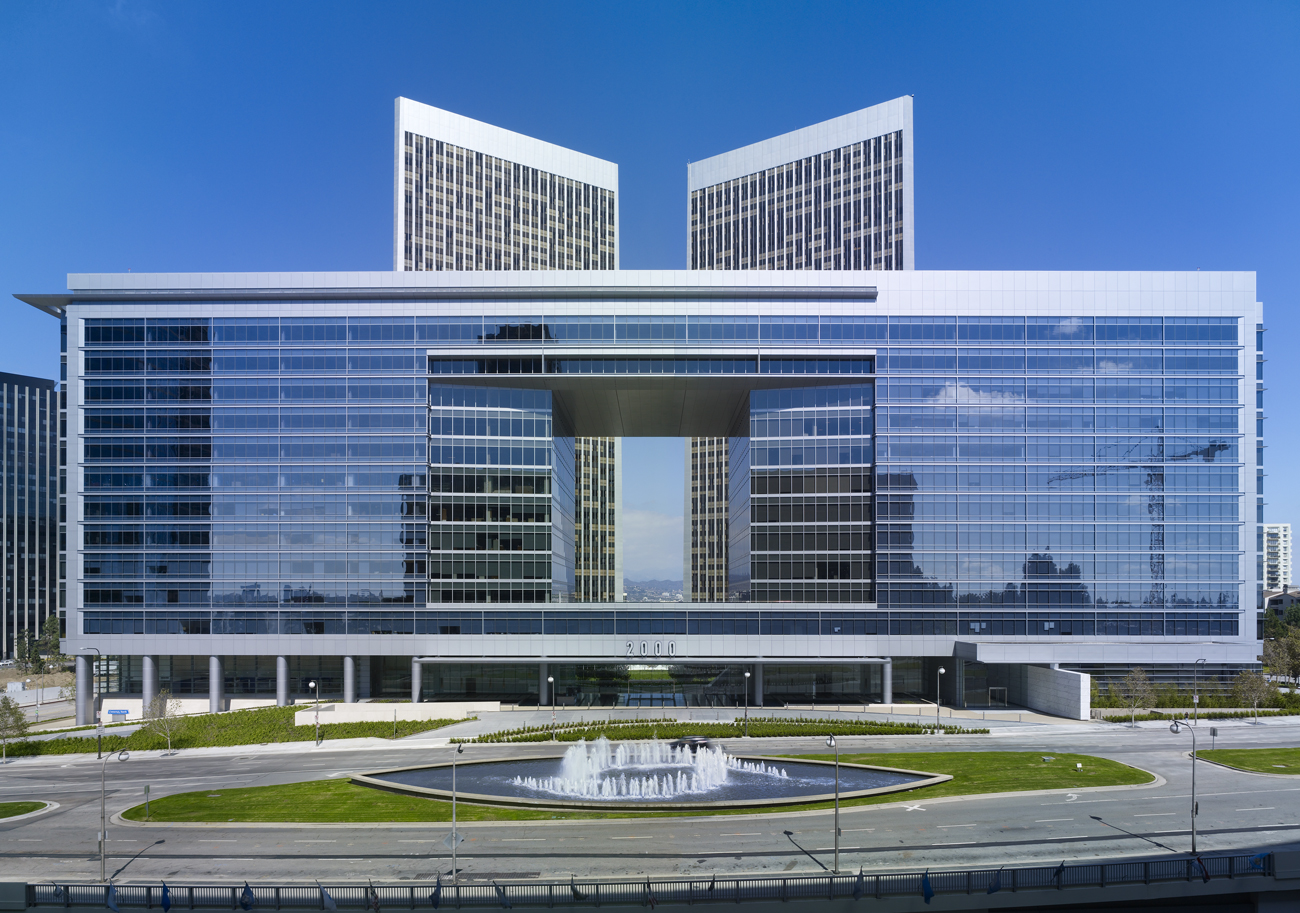
Hauptsitz in Los Angeles

Ares Management Corporation ist eine US-amerikanische Investmentgesellschaft, die in den Bereichen Privatkredite, Private Equity und Immobilien tätig ist. Das Unternehmen wurde 1997 gegründet und hat Niederlassungen in Nordamerika, Europa und Asien. Die Ares Management Corporation verfügte 2024 über ein verwaltetes Vermögen von rund 450 Milliarden US-Dollar und beschäftigte knapp 3000 Mitarbeiter.

## Geschichte
Die Firma wurde 1997 gegründet.  Zu den Mitbegründern gehörten Antony Ressler, Michael Arougheti, David Kaplan, John H. Kissick und Bennett Rosenthal.
Im Mai 2007 wurde eine Minderheitsbeteiligung an dem Unternehmen von der Abu Dhabi Investment Authority, erworben. Der Investor erwarb durch seine Beteiligung keine Stimmrechte.
Im Mai 2014 schloss Ares Management seinen Börsengang ab und wurde an der New Yorker Börse notiert. Im April 2016 schloss Ares Management seine Finanzierungsrunde für seinen fünften globalen Private-Equity-Fonds ab und sammelte 7,85 Mrd. US-Dollar ein. Im Mai 2016 gab Ares Management den Plan bekannt, die Vermögensverwaltungsgesellschaft American Capital zu kaufen; das Geschäft in Höhe von 3,4 Milliarden US-Dollar wurde im Januar 2017 abgeschlossen.
Am 30. Januar 2020 erwarb Ares Management eine Mehrheitsbeteiligung an der in Hongkong ansässigen alternativen Investmentfirma SSG Capital Management. Die Transaktion wurde am 2. Juli 2020 formell abgeschlossen, und SSG Capital Management firmiert nun unter dem Namen Ares SSG.
Am 1. Juli 2021 gab Ares Management den Abschluss der Übernahme des US-Immobilienberatungs- und Vertriebsgeschäfts der Black Creek Group bekannt.

## Tätigkeit
Das Unternehmen gehört zu den größten Akteuren auf dem Markt für Privatkredite. Das Unternehmen ist in den Bereichen Unternehmens- und Privatkredite, Private Equity und Unternehmensfinanzierung sowie Immobilien und Infrastruktur in Asien, Europa und Nordamerika tätig.
Die Gesellschaft hat mehrere Tochtergesellschaften:
- Ares Management Corporation (börsennotiert)
- Ares Capital Corporation  (börsennotiert)
- Ares Commercial Real Estate Corporation (börsennotiert)
- Ares Dynamic Credit Allocation Fund (börsennotiert)
- Ares Real Estate Income Trust
- Ares Industrial Real Estate Income Trust
- Ares Real Estate Exchange
- Ares Strategic Income Fund
- CION Ares Diversified Credit Fund